# Ambiente della Cina

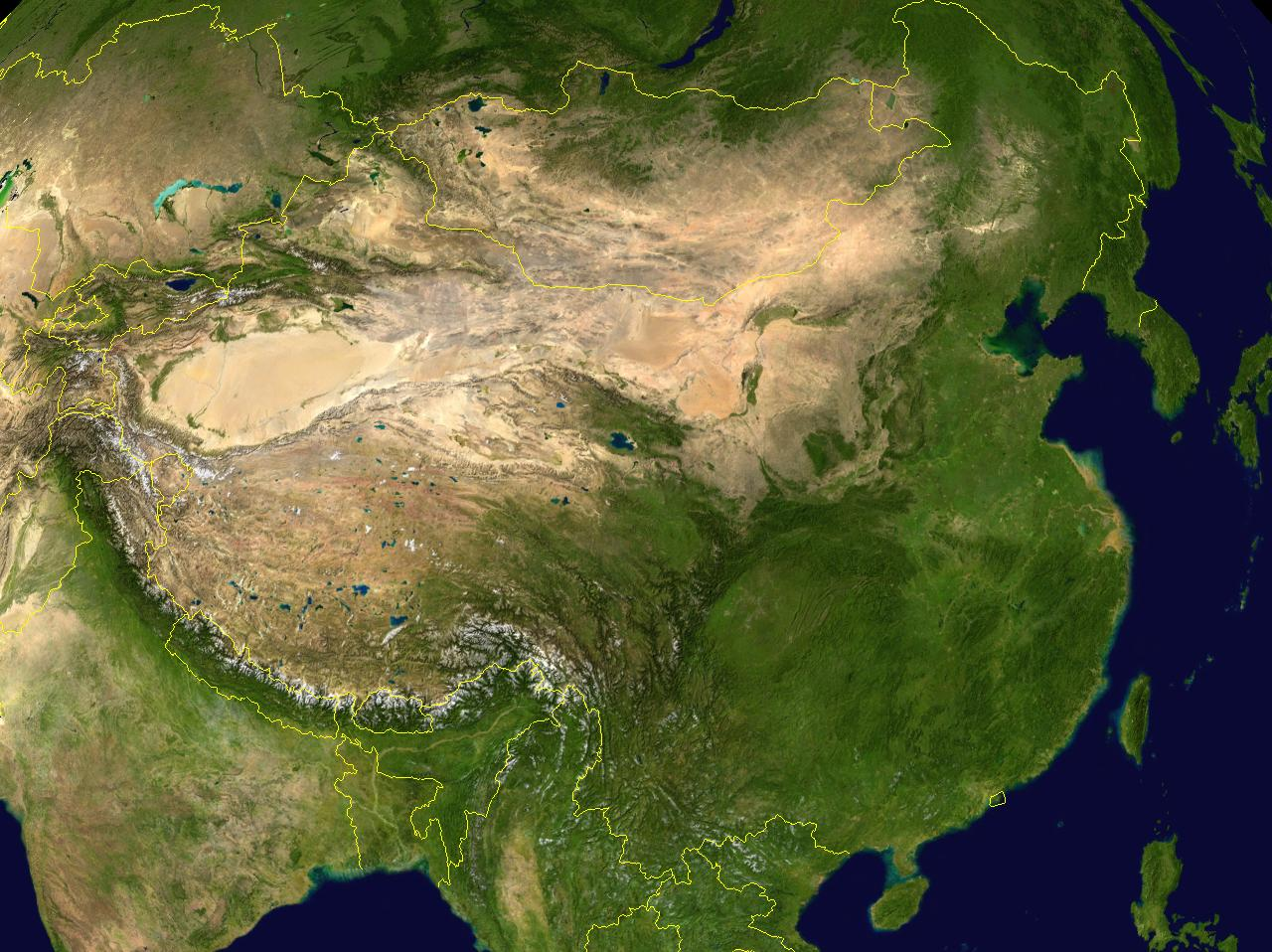
Immagine satellitare della Cina

L'ambiente della Cina comprende svariate biocenosi, climi e ambienti geologici. La rapida industrializzazione, la crescita della popolazione e controlli non efficienti hanno causato diversi problemi ambientali e un inquinamento su larga scala.

## Geologia
La struttura geologica della Cina è composta da tre cratoni precambriani circondati da una serie di cinture orogenetiche. L'ambiente tettonico moderno è dominato dalla continua collisione dell'India con il resto dell'Asia, iniziata 40-50 milioni di anni fa. Ciò ha portato alla formazione dell'Himalaya e continua a deformare la maggior parte della Cina. La Cina possiede grandi riserve minerarie, un rischio sismico significativo nelle sue regioni occidentali e diversi vulcani attivi isolati in tutto il paese.
Sebbene molti concetti geologici siano stati scoperti molto presto nella storia della Cina, fu solo con l'adozione delle scienze naturali europee alla fine del XIX secolo che nel paese la geologia divenne una scienza.

## Biocenosi

### Fauna selvatica
La Cina, con il suo vasto e diversificato paesaggio, ospita una grande varietà e abbondanza di fauna selvatica. Essendo uno dei 17 paesi megadiversi al mondo, la Cina ha, secondo una stima, 7516 specie di vertebrati, tra cui 4936 pesci, 1269 uccelli, 562 mammiferi, 403 rettili e 346 specie di anfibi. Per numero di specie, la Cina si colloca al terzo posto nel mondo per i mammiferi, ottava per gli uccelli, settima per i rettili e settima per gli anfibi.
Molte specie di animali sono endemiche della Cina, inclusa la specie faunistica più famosa del paese, il panda gigante. In totale, circa un sesto delle specie di mammiferi e due terzi delle specie di anfibi in Cina sono endemiche del paese.
La fauna selvatica in Cina condivide l'habitat ed è sottoposta a una forte pressione dalla più grande popolazione mondiale di esseri umani. Almeno 840 specie sono minacciate, vulnerabili o in pericolo di estinzione locale, principalmente a causa di attività umane come la distruzione degli habitat, l'inquinamento e il bracconaggio per cibo, pellicce e ingredienti per la medicina tradizionale cinese. La fauna selvatica in pericolo è protetta dalla legge, e a partire dal 2005, il paese conta oltre 2349 riserve naturali, che coprono una superficie totale di 149,95 ettari, circa il 15% del territorio complessivo della Cina.

### Flora
La flora della Cina consiste in una vasta gamma di specie vegetali, includendo oltre 39000 piante vascolari, 27000 specie di funghi e 3000 specie di briofite. Più di 30000 specie vegetali sono autoctone della Cina, rappresentando quasi un ottavo delle specie vegetali totali del mondo, incluse migliaia che non si trovano in nessun altro luogo sulla Terra. Il territorio della Cina, che si estende su oltre 9,6 milioni di km², contiene una varietà di ecosistemi e climi favorevoli alla crescita delle piante. Alcuni dei principali ambienti includono coste, foreste tropicali e subtropicali, deserti, altipiani elevati e montagne. Gli eventi della deriva dei continenti e i primi movimenti caledoniani del Paleozoico contribuiscono a creare una diversità climatica e geografica, risultando in alti livelli di flora vascolare endemica. Questi paesaggi e climi forniscono diversi ecosistemi per la crescita delle piante, creando una vasta varietà di flora che si estende non solo in Cina, ma anche in diverse parti del mondo.